# Église Notre-Dame-de-l'Assomption d'Arcambal
L’église Notre Dame de l'Assomption de Pasturat est une église catholique située dans le hameau de Pasturat, à Arcambal, en France

## Historique
L’église aurait été fondée au XIIe siècle. Elle fut presque entièrement rebâtie au XIXème siècle. Cette annexe de la paroisse de Saint-Géry est bénie le 1er novembre 1648 par l’Archidiacre de l’Église de Cahors en présence de Guillaume de Fages le fondateur. On peut penser que c’est à cette occasion qu’elle fut consacrée à Notre Dame de l’Assomption[réf. nécessaire].